# Tautoneura sanguinalis
Tautoneura sanguinalis är en insektsart som först beskrevs av William Lucas Distant 1918.  Tautoneura sanguinalis ingår i släktet Tautoneura och familjen dvärgstritar. Inga underarter finns listade i Catalogue of Life.